# Radio West

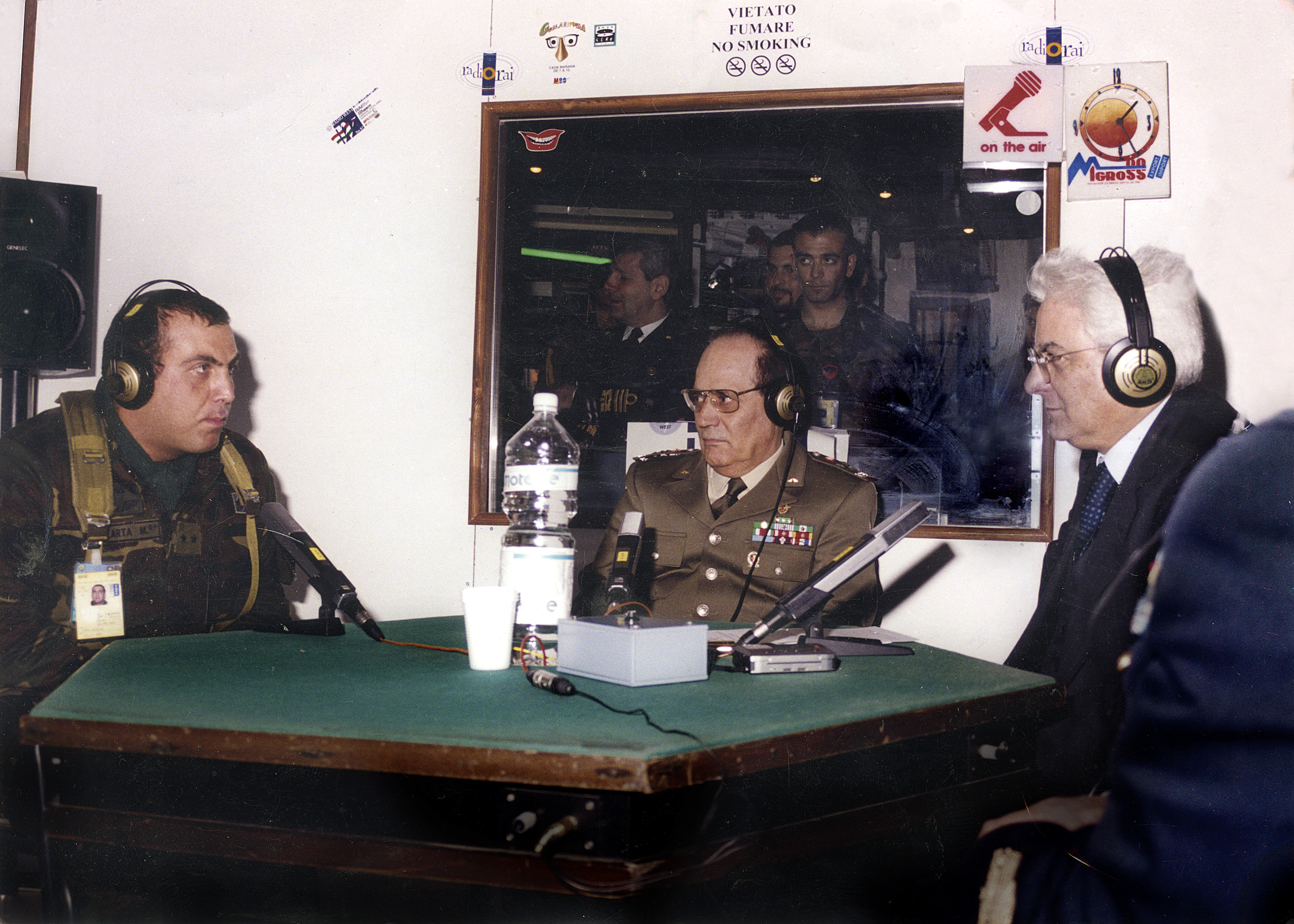
Radio West: il Ministro della Difesa Mattarella intervistato dal direttore Massimo Carta pochi giorni dopo la nascita della radio

Dopo la fine della guerra del Kosovo Radio West' è stata l'emittente radiofonica del Contingente Italiano della KFOR in Kosovo che ha iniziato le trasmissioni il 12 agosto 1999, dopo circa un mese dall'ingresso della "Brigata "Garibaldi". La Radio fu fondata dal tenente dell'Esercito Massimo Carta, che ne assunse subito la direzione, su indicazione del Generale Mauro del Vecchio, primo comandante della Kfor Italiana
Nata con il contributo della RAI, che ha fornito le apparecchiature interne, Corriere della Sera, RTL 102.5, che ha fornito i trasmettitori e i ripetitori, e dell'agenzia PrimoPiano. Radio West copre l'80% del territorio del Kosovo. La radio è nata per agevolare i contatti tra i militari italiani e la popolazione kosovara, fornendo un valido supporto alle organizzazioni non governative per le operazioni umanitarie. E fornendo un valido servizio post guerra per la ricerca dei familiari dispersi.
I primi collaboratori della radio venivano ricercati tra quei soldati che avevano precedenti nel campo delle radio, della discoteca e dell'intrattenimento in genere. In seguito si è proceduto ad una formazione specifica nella creazione di programmi di intrattenimento e nel confezionamento di notizie e rubriche con la collaborazione di RTL 102.5.
I primi DJ della radio furono lo stesso direttore Massimo Carta, il sergente Francesco Palazzo e Aliotta, Quaranta, Materazzo, Palazzo, Buscaglia, Ciampà, Castelnuovo e Rubino.
Da ottobre 2003 ad aprile 2004 Radio West è stata gestita dalla Brigata alpina "Julia" che ha inaugurato la nuova sede (Villaggio Italia - Pec), con DJ Maverich [Capitano Marco Bucaioni], DJ Spartacus [1° M. llo Lgt. Gandolfo Cascio], DJ Lady Velia [Caporale Velia Guadagni], DJ Tamma , DJ Kitt [Maresciallo Ordinario Keith Regoli], Beppe DJ (Caporal Maggiore Scelto Giuseppe Mondelli) e DJ Max.

## Libri, Film e TV
Arcangelo Moro,  ha pubblicato il libro autobiografico intitolato "Radio West: la voce dei militari italiani in Kosovo" edito da RAI ERI - ed. 2002 con le recensioni di Gianfranco Fini (vice presidente del Consiglio dei ministri), Luigi Ramponi (presidente della Commissione difesa della Camera), Sergio Romano (ex ambasciatore ed editorialista del Corriere della Sera), Enzo Biagi (giornalista), Giuseppe Mani (Ordinariato militare in Italia).
Tra gli avvenimenti ricordati l'intervento in diretta telefonica di Giovanni Paolo II e l'intervista a Carlo Azeglio Ciampi, presidente della Repubblica, Kofi Annan segretario generale dell'ONU, Carlos Menem presidente della Repubblica Argentina etc.     
Radio West ha ispirato un film (dal titolo omonimo) con, fra gli altri, Pietro Taricone e Kasia Smutniak. Dell'emittente si parla anche nella fiction televisiva Soldati di pace cui hanno partecipato fra gli altri gli attori Giorgio Pasotti e Tony Sperandeo.
Le trasmissioni sono terminate nei primi mesi del 2010.